# الرابطة الجزائرية المحترفة الأولى 2019–20
الرابطة الجزائرية المحترفة الأولى لموسم 2019-20 هي أعلى مسابقة للأندية في رياضة كرة القدم في الجزائر، انطلقت منذ سنة 1962. ولقد دخل في موسمه التاسع لدوري احترافي في الجزائر، ويحتوي هذا الموسم على 16 نادي. آخر من حصل على البطولة هو نادي إتحاد العاصمة. أكثر الفائزين باللقب هو شبيبة القبائل.
.